# لوئیجی فانتاپی
لوئیجی فانتاپی (به ایتالیایی: Luigi Fantappié) (زاده ۱۵ سپتامبر ۱۹۰۱ – درگذشته ۲۸ ژوئیه ۱۹۵۶ در ویتربو) ریاضیدان اهل ایتالیا بود.
او در مدرسه عالی نرمال پیزا نزد لوییجی بیانکی درجه دکتری ریاضیات را دریافت کرد و سپس به عنوان دستیار فرانچسکو سوری مشغول کار شد. سپس به استادی دانشگاه کالیاری رسید و در سال ۱۹۳۲ به دانشگاه پالرمو و پس از چندی به دانشگاه بولونیا رفت. از سال ۱۹۴۰ استاد ریاضیات در دانشگاه رم شد. زمینه پژوهشی او آنالیز تابعی بود و او توانست فرمی از انتگرال کوشی درباره تابع های چند متغیره مختلط را به اثبات برسند. او همچنین به پرسشهای فلسفی در ریاضیات علاقه‌مند بود و به زیست و نسبیت تصویری نیز پرداخت.